# Lamontichthys filamentosus
Lamontichthys filamentosus är en fiskart som först beskrevs av La Monte, 1935.  Lamontichthys filamentosus ingår i släktet Lamontichthys och familjen Loricariidae. Inga underarter finns listade i Catalogue of Life.